# Torre Altus
Torre Altus – wieżowiec w stolicy Meksyku. Mierzy ponad 197 metrami wysokości i ma 45 pięter. Ulokowany na Bosques de las Lomas#705. Oba budynki są zaprojektowane w ten sposób, aby wytrzymać wstrząsy o sile nawet 8,5 stopnia w skali Richtera.